# Aviation navale ukrainienne
L'aviation navale ukrainienne (en ukrainien: Морська Авіація) est la branche aérienne de la marine ukrainienne.

## Histoire
Dans la seconde moitié de 1997, lorsque l'Ukraine et la Russie se sont finalement mis d'accord sur la manière de répartir la flotte de la mer Noire : l'Ukraine a reçu 12 avions et 30 hélicoptères dont des Su-33 et Su-25UTG.

## Organisation

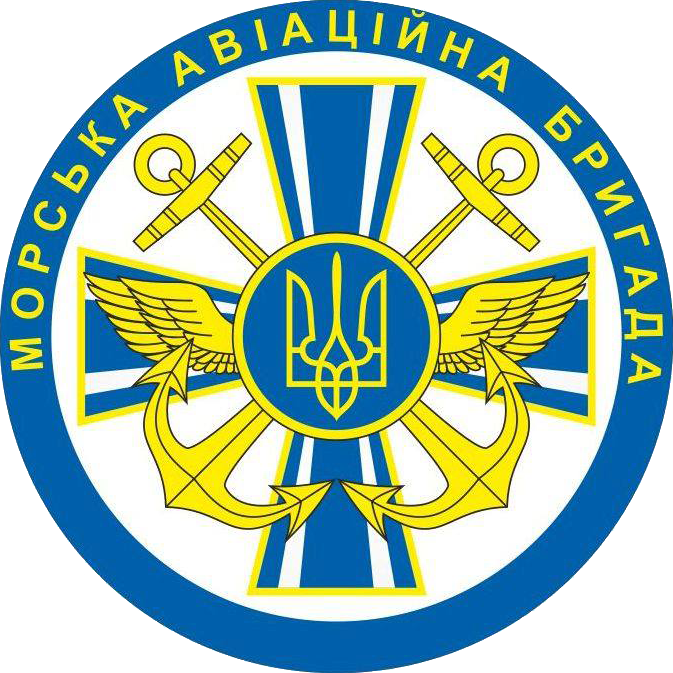
Badge de la 10e brigade.

Tous les aéronefs sont organisées dans la 10e brigade de l'aviation navale :
- escadron des voilures fixes ;
- escadron des voilures tournantes.

Un des hélicoptères Kamov Ka-27 était stationnée sur le Hetman Sahaidachnyi (une frégate de classe Krivak III). La frégate pouvait cependant emporter deux hélicoptères au maximum.

## Aéronefs

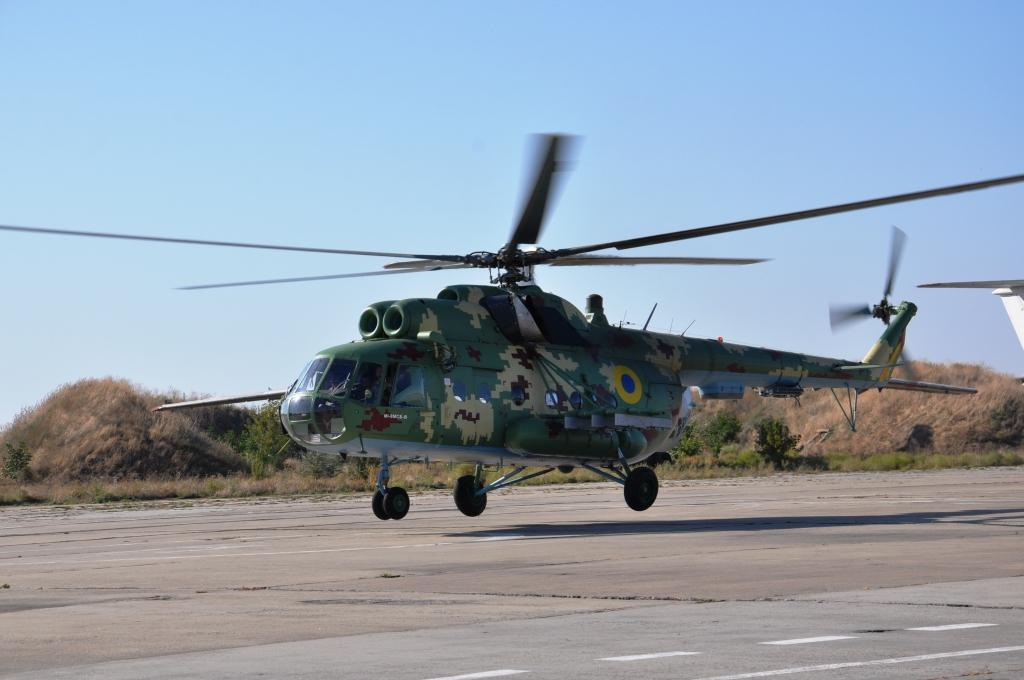
Un Mi-8MSB de la marine ukrainienne en 2019.

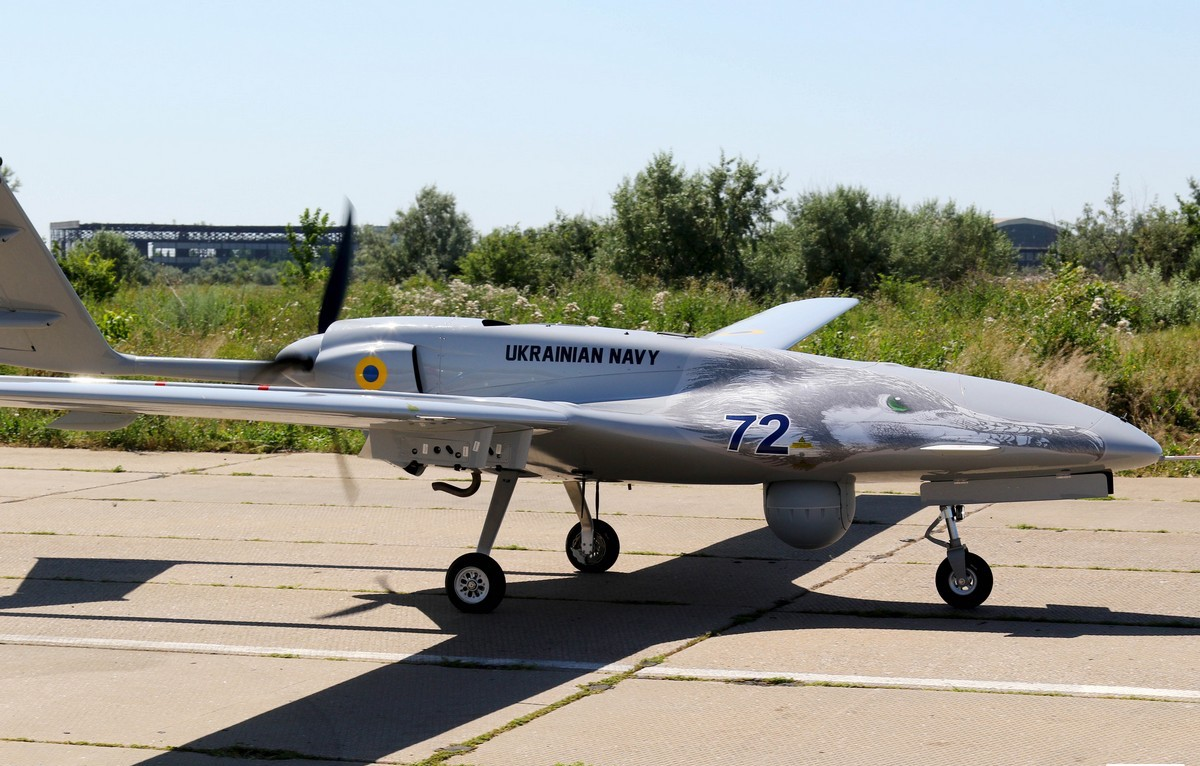
Un Bayraktar TB2 de la marine ukrainienne en 2021.

Flotte de l'aviation navale ukrainienne en décembre 2014 avec la prise de la Crimée, les avions se replient sur la base de réserve à Mykolaïv.
| Aéronefs                     | Origine            | Type                                                  | En service         | Versions                    |                    |                    |
| Avion de transport           | Avion de transport | Avion de transport                                    | Avion de transport | Avion de transport          | Avion de transport | Avion de transport |
| ---------------------------- | ------------------ | ----------------------------------------------------- | ------------------ | --------------------------- | ------------------ | ------------------ |
| Antonov An-26                | Union soviétique   | Transport                                             | 2                  |                             |                    |                    |
| Avion de patrouille maritime |                    |                                                       |                    |                             |                    |                    |
| Beriev Be-12                 | Union soviétique   | Avion de patrouille maritime                          | 2                  |                             |                    |                    |
| Hélicoptère                  |                    |                                                       |                    |                             |                    |                    |
| Kamov Ka-27                  | Union soviétique   | Lutte anti-sous-marine/Évacuation sanitaire Transport | 5 4                | Ka-27PL/PS Ka-29            |                    |                    |
| Mil Mi-14                    | Union soviétique   | Lutte anti-sous-marine                                | 4                  | Mi-14PL                     |                    |                    |
| Mi-8MSB                      | Ukraine            | Transport                                             | 2                  | Mi-8MSB                     |                    |                    |
| Drone de combat              |                    |                                                       |                    |                             |                    |                    |
| Bayraktar TB2                | Turquie            | Drone de combat                                       | 4                  | Bayraktar TB2 perçu en 2021 |                    |                    |

## Commandement
- 2009-2017 : Vassil Chernenko.

### Personnalités liées
- Ihor Bedzaï, pilote, Héros d'Ukraine.